# 美亭國家體育場
美亭国家体育场（越南语：／）是越南的国家级體育場，位于河内市南慈廉郡的美亭国家体育联合区，于2003年启用，占地17.5公顷，可容纳4万名观众，是越南举办东南亚运动会、东盟足球锦标赛等重大体育赛事，以及各种音乐会、大型演出的主要地点之一。該體育場自2003年起长期作为越南國家足球隊的主場。

## 历史
1998年，越南政府提出了兴建新的国家体育场的构想。2000年7月，越南总理潘文凯批准了在河内市中心西北10公里处的越南国家体育联合区建设体育场的项目，以举办2003年东南亚运动会。四家国际公司参与了体育场建设的投标。最终，由中国上海外经（集团）有限公司、上海建工集团牵头组成的河内国际集团（HISG）联合体中标，并于2001年8月14日签订了合同。
体育场的建设始于2002年。在开发阶段，体育场被称为“中央体育场”，2003年6月竣工。2003年8月，正式命名为美亭国家体育场。2003年9月2日（越南国庆日）当天下午，体育场举办开幕典礼，宣布正式启用，当晚举行了越南U-23足球队和上海申花队的友谊赛。2003年底，该体育场作为2003年東南亞運動會的主场馆，承办了開幕禮及閉幕禮，以及男子足球和田徑的比賽。在2021年东南亚运动会期间，该场用于举行开幕式、男足决赛及田径决赛。
自2004年4月4日，越南流行女歌手美心在体育场举行音乐会以来，该体育场一直是越南大型演出活动的热门举办地，曾在此举办演唱会的歌手包括莎拉·布莱曼、后街男孩、西城男孩、BLACKPINK等。

## 设施
美亭国家体育场是越南国家体育联合区的核心建筑，包括1个主体育场、2个训练场，其中主体育场是多功能体育场，包括一个大小为105米x68米的天然草足球场，以及8条400米环形跑道和10条110米直线跑道。体育场分为四个观众看台，西面和东面为两层看台，高25.8米，被重达2300吨的拱形屋顶所覆盖。南北面为单层看台，高8.4米，总共设有40,192个座位，包括450个贵宾座位和160个传媒座位。

## 外部連結
- SÂN VẬN ĐỘNG QUỐC GIA MỸ ĐÌNH (MY DINH NATIONAL STADIUM) （页面存档备份，存于）
- 美亭國家體育場的Facebook專頁